# Trigonophorus yunnanus
Trigonophorus yunnanus är en skalbaggsart som beskrevs av Paul Norbert Schürhoff 1935. Trigonophorus yunnanus ingår i släktet Trigonophorus och familjen Cetoniidae. Inga underarter finns listade i Catalogue of Life.